# Белякова, Валентина Сергеевна
Валентина Сергеевна Белякова (25 августа 1956, дер. Варварино, Турковский район, Саратовская область — 6 декабря 2016, Москва) — советская и российская певица и актриса оперетты
Заслуженная артистка Российской Федерации (2001).

## Биография
Окончила Воронежское музыкальное училище, а в 1982 году — ГИТИС (курс Михаила Мордвинова).
В 1983—2016 годах была солисткой Московского театра оперетты.
Похоронена на Ново-Люберецком кладбище.

## Награды и премии
- Заслуженная артистка России (21.11.2001)[3].

## Работы в театре
- 1990 — «Катрин» — Каролина
- 1990 — «Клоп» — Продавщица косметики
- 1994 — «Принцесса цирка» — Теодора
- 1995 — «Девичий переполох» — Дуня
- 1996 — «Летучая мышь» — Адель и Розалинда
- 1997 — «Весёлая вдова» — Ганна Главари
- 1998 — «Катрин» — Элиза
- 1998 — «Весёлая вдова» — Эльга
- 2000 — «Мирандолина» — Мирандолина
- 2000 — «Марица» — Аза
- 2001 — концертные номера «Большой канкан»
- 2002 — «Фиалка Монмартра» — Бебе
- 2005 — «Моя прекрасная леди»» — Миссис Пирс
- 2005 — «Маугли» — Ракша
- 2006 — «Парижская жизнь» — Полина
- 2007 — «Золушка» — мачеха
- 2009 — «Хелло, Долли!» — Эрнестина
- 2010 — «Цезарь и Клеопатра» — Фтататита
- 2011 — «Графиня Марица» — Аза
- 2011 — «Орфей в аду» — Амада
- 2014 — номера в музыкальном представлении «Grand канкан»
- 2014 — «Весёлая вдова» — Эльга
- 2014 — «Джейн Эйр» — Грейс Пул
- 2015 — «Вольный ветер мечты» — Августа Густавовна Заморская
- «Настасья» — Настя
- «Скрипач на крыше» — Годл
- «Катрин» — Элиза, великая герцогиня Тосканская
- «Мирандолина» — Ортензия

## Фильмография
1. 2011 — Детективы (серия «Братик») — Зинаида Васильевна Кураева, сотрудница отдела опеки
2. 2011 — Паутина 5 (фильм 2 «Ставка») — кондуктор (нет в титрах)